# Wizardry: Proving Grounds of the Mad Overlord
Wizardry: Proving Grounds of the Mad Overlord is een computerspel voor het platform Nintendo Entertainment System. Het spel werd uitgebracht in 1981. 